# Gare d'Annot
La gare d'Annot est une gare ferroviaire française située dans la commune d'Annot, dans le département des Alpes-de-Haute-Provence.

## Situation ferroviaire

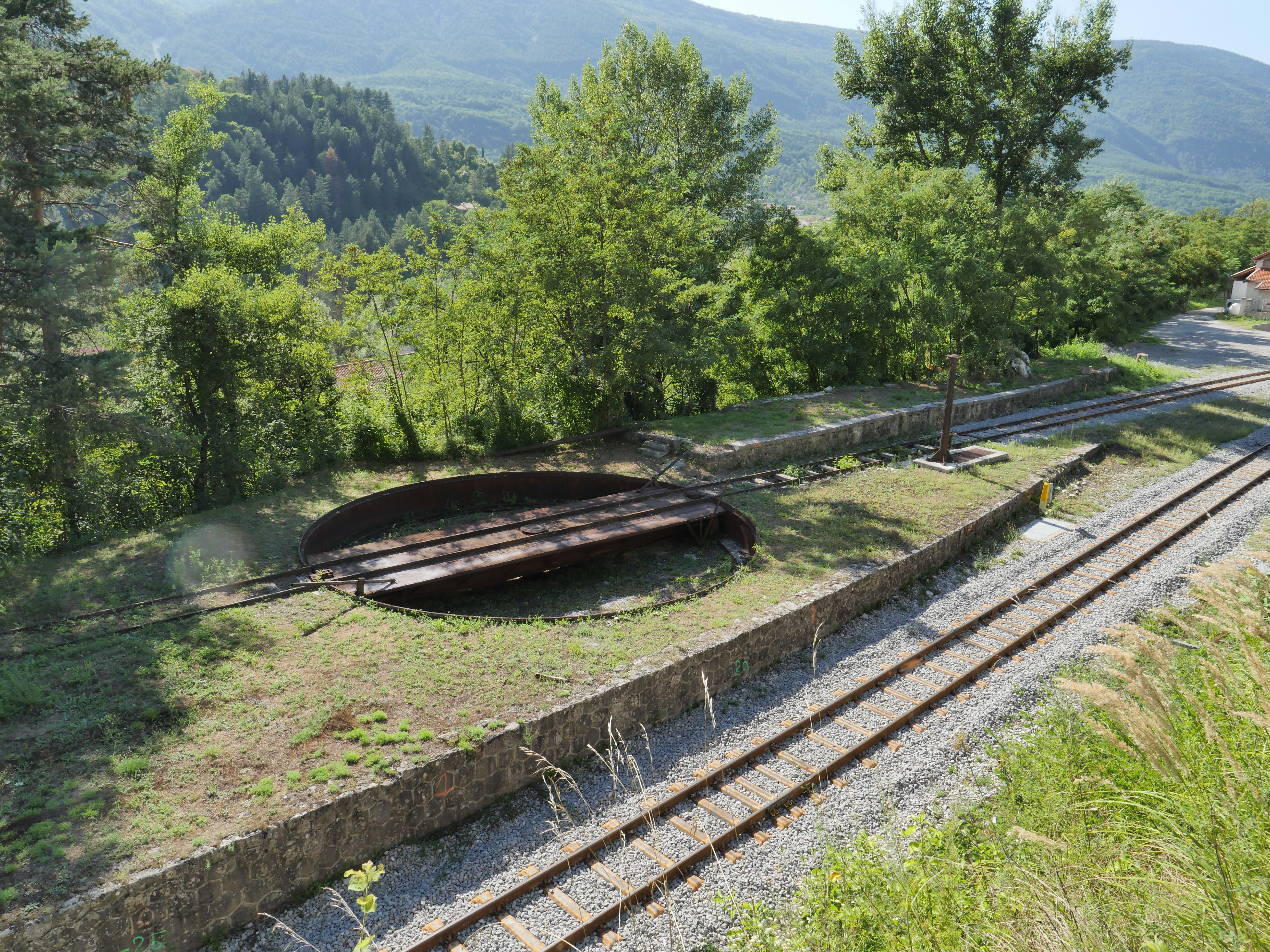
Plaque tournante fonctionnelle sur une voie en impasse.

Établie à 728 mètres d'altitude, la gare d'Annot est située au point kilométrique 78,122 de la ligne de Nice à Digne. Elle est dotée de quatre voies dont deux voies bordant un unique quai central.
La gare comprend encore des installations datant de l'époque de la traction vapeur : un château d'eau près du bâtiment voyageurs et une plaque tournante pour permettre le demi-tour des machines. Celle-ci est d'ailleurs toujours fonctionnelle et utilisée par la locomotive à vapeur servant aux trains touristiques.
On trouve également un petit dépôt accolé à la remise sur des voies en impasse côté Nice, pouvant accueillir quatre machines.

## Histoire
La construction de la gare d'Annot a été envisagée lors de la mise à l'étude du projet de la section Puget-Théniers - Annot de la ligne de Nice à Digne qui fut mis à l'étude en 1901. Le chantier de la gare a commencé en 1905 pour une mise en service le 29 juin 1908,,.
Le chantier de la gare a été particulièrement difficile en raison du terrain et notamment de la dureté des grès, alors même qu'il fallait y aménager une vaste plate-forme ferroviaire afin d'y accueillir un important dépôt de locomotives et recevoir les trains en terminus le temps que la ligne soit prolongée en direction de Digne-les-Bains. Dans le projet de 1906, il était prévu un atelier accolé à la remise pouvant accueillir quatre machines ainsi qu'un corps de garde. Ce projet a été modifié peu après afin que les appareils de voie côté Nice ne soient pas situés en trop forte pente : la remise a finalement été placée de l'autre côté des voies, laissant sa place à une rotonde.

## Desserte
La gare est desservie par les Chemins de Fer de Provence, le « train des Pignes », sur la ligne de Nice à Digne à hauteur de trois à cinq allers/retours par jour en fonction du jour de la semaine et de la période de l'année.